# Quillacollo
Quillacollo je město v Bolívii, které patří k departementu Cochabamba. Leží 13 km západně od Cochabamby v nadmořské výšce 2 425 m a protéká jím řeka Río Rocha. S přibližně 137 tisíci obyvateli patří mezi deset největších měst v Bolívii. Většinu obyvatel tvoří Kečuové.
Bylo založeno roku 1593 a v roce 1905 získalo městská práva. Původně bylo zemědělskou obcí, kde se pěstovala kukuřice a merlík čilský a pořádaly lokální trhy. Od konce dvacátého století zaznamenalo Quillacollo dramatický populační růst v důsledku migrace z chudších částí Bolívie, což vede k přetížení infrastruktury, zvýšení kriminality, úbytku zelených ploch a nebezpečné výstavbě v záplavových oblastech. Přes město vede silnice Ruta 4.
Město je spojeno s legendou o mariánském zjevení, které připomíná obraz Virgen de Urkupiña v místním kostele. Každoročně se v polovině srpna koná velká pouť s folklórními vystoupeními, známá jako Festival národní integrace.
V Quillacollu je také pořádána slavnost Feria del Lechón, spojená s rožněním selat. Nedaleko města se nachází národní park Tunari s horkými prameny Liriuni.